# Embrió

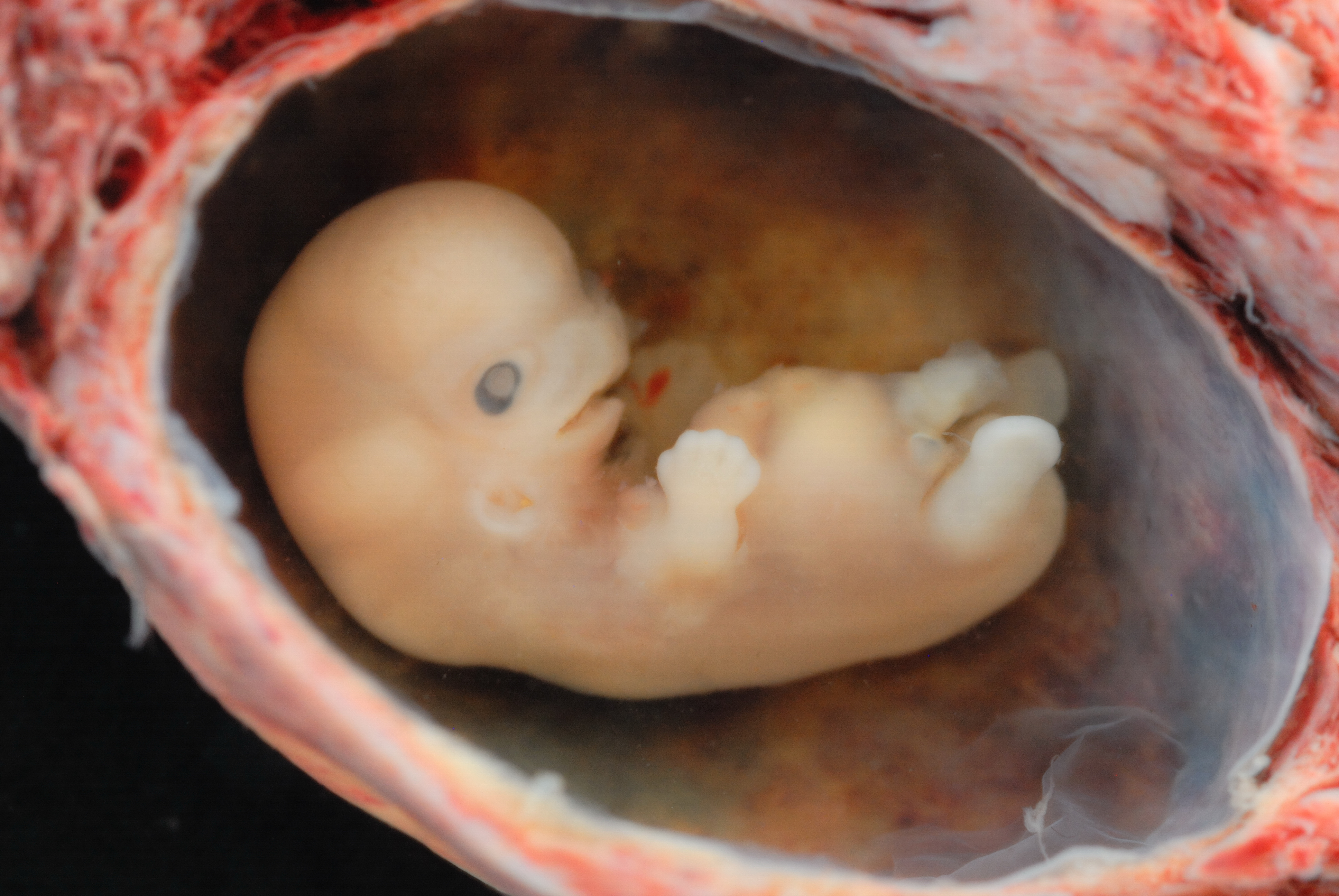
Az emberi embrió körülbelül a terhesség 8. hetében

A embrió (vagy régiesen ébrény) az emlősállatok és az ember ivadéka a méhen belüli fejlődés korai szakaszában. Az embernél a 8. hétig (a test és a fő szervrendszerek kialakulásáig) nevezik embriónak, ezt követően a szülésig (a növekedés, érés időszakában) pedig már magzatnak nevezik.